# Palast von Hacıqulular

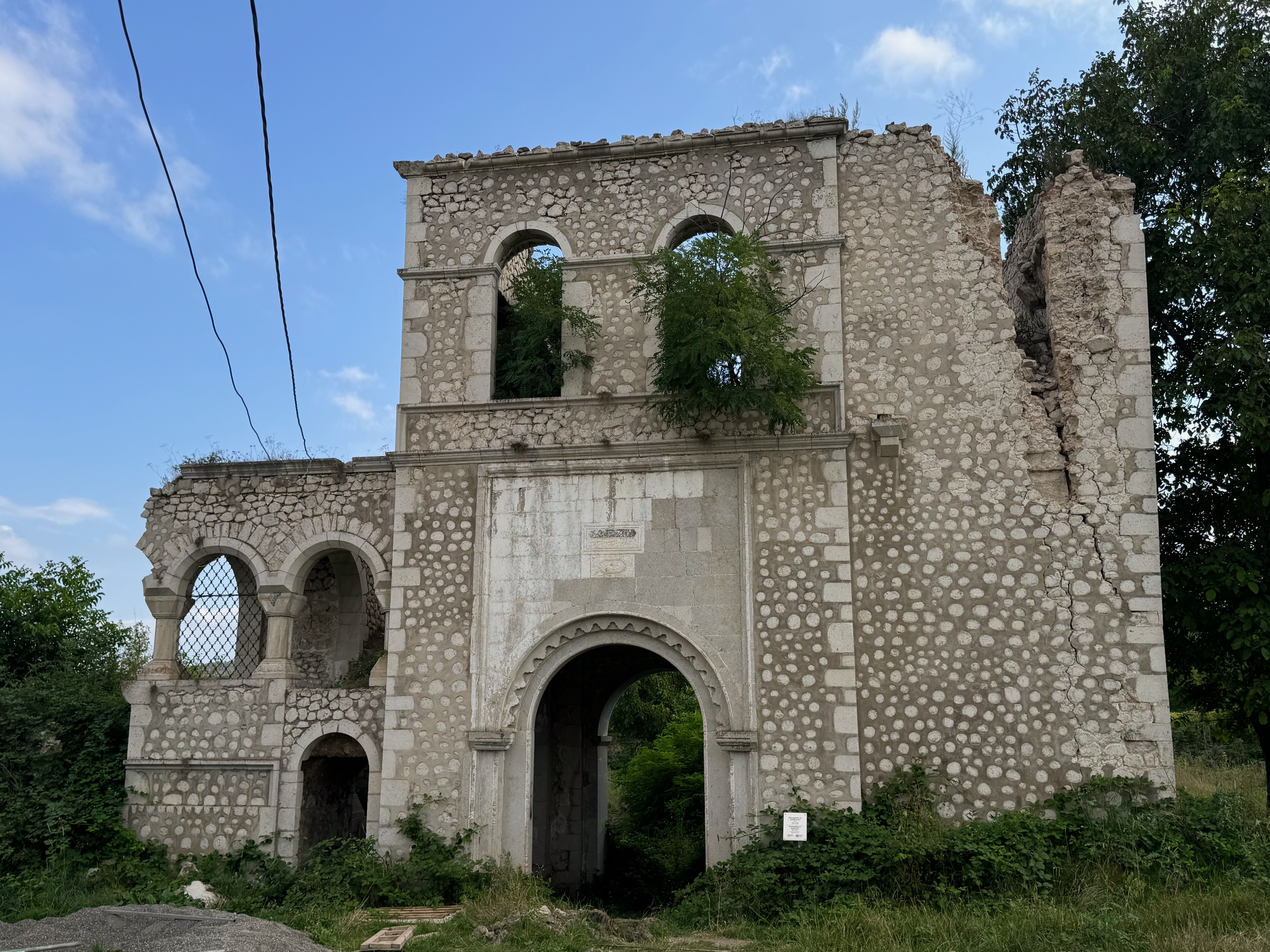
Der Palast von Hacıqulular im Jahr 2021

Der Palast von Hacıqulular (aserbaidschanisch Hacıquluların malikanəsi) ist ein architektonisches Denkmal in der Stadt Şuşa von Aserbaidschan.

## Geschichte und Architektur
Der Palast wurde im Jahre 1849 im Auftrag eines angesehenen Kaufmannes der Gilde aus Şuşa erbaut, das auch seinen Namen trug.
Das dreistöckige prachtvolle Gebäude hatte die Form eines langgestreckten Rechtecks. Eine Treppe verband die Diensträume im Erdgeschoss mit dem Speisesaal und den Wohnräumen im ersten Stock. Das dritte Stockwerk des Gebäudes bestand aus einem großen Saal und daneben liegenden Gästezimmern. An der dem Hof zugewandten Fassade befand sich eine dreistöckige offene Veranda. Der Zugang zur Veranda erfolgte über eine Treppe, die an die Rückseite des Hauses angebracht war. Der Palast verfügte insgesamt über 46 Zimmer und zwei große Gästesäle. Im Gegensatz zu den meisten Prachtbauten von Şuşa verfügte der Palast von Hacıqulular über eine beträchtliche Anzahl großer Fenster an allen Fassaden der Konstruktion. Alle Fenster waren dabei im Stil einer Netzwerkkunst, genannt Şəbəkə sənəti, angefertigt worden.
Im Ersten Bergkarabachkrieg wurde der Palast infolge der Bombardements von Şuşa durch armenische Einheiten stark beschädigt. Während der Zeit der Republik Bergkarabach/Arzach (1992–2020) war das Gebäude verwahrlost und befindet sich heutzutage im halbzerstörten Zustand.